# Liste der Gemeinden im Landkreis Oberallgäu

Karte des Landkreises Oberallgäu

Die Liste der Gemeinden im Landkreis Oberallgäu gibt einen Überblick über die 28 kleinsten Verwaltungseinheiten des Landkreises. Zwei der Gemeinden sind Städte. Die Kreisstadt Sonthofen ist eine Mittelstadt, Immenstadt im Allgäu ist eine Kleinstadt.
In seiner heutigen Form entstand der Landkreis im Zuge der im Jahr 1972 durchgeführten bayerischen Gebietsreform. Der Landkreis wurde aus fast allen Gemeinden der Landkreise Kempten (Allgäu) und Sonthofen gebildet; nur die Gemeinden Sankt Mang und Sankt Lorenz aus dem Landkreis Kempten, die in die kreisfreie Stadt Kempten eingemeindet wurden, und die Gemeinde Stiefenhofen aus dem Landkreis Sonthofen, die heute zum Landkreis Lindau (Bodensee) gehört, weichen hiervon ab. Die heutige Gemeindegliederung war im Jahr 1979 abgeschlossen.

## Beschreibung
Weiter gegliedert werden kann der Landkreis in zwei Verwaltungsgemeinschaften (VG):
- VG Hörnergruppe: mit den Gemeinden Fischen im Allgäu, Balderschwang, Bolsterlang, Obermaiselstein und Ofterschwang;
- VG Weitnau: mit dem Markt Weitnau und der Gemeinde Missen-Wilhams;

Die Städte Immenstadt im Allgäu und Sonthofen sind wie die Märkte Altusried, Bad Hindelang, Buchenberg, Dietmannsried, Oberstaufen, Oberstdorf, Sulzberg, Wertach und Wiggensbach und die Gemeinden Betzigau, Blaichach, Burgberg im Allgäu, Durach, Haldenwang, Lauben, Oy-Mittelberg, Rettenberg, Waltenhofen und Wildpoldsried nicht Mitglied einer Verwaltungsgemeinschaft.
Der Landkreis hat eine Gesamtfläche von 1.527,97 km2. Die größte Fläche innerhalb des Landkreises haben die Märkte Oberstdorf mit 229,74 km2, Bad Hindelang mit 159,41 km2 und Oberstaufen mit 125,84 km2. Der Markt Altusried hat über 90 km2, die Stadt Immenstadt im Allgäu über 80 km2. Drei Gemeinden haben eine Fläche von über 60 km2, vier über 50 km2 und vier über 40 km2, darunter die Stadt Sonthofen. Zwei Gemeinden haben über 30 km2, sechs über 20 km2, drei über und eine Gemeinde unter 10 km2. Die kleinsten Flächen haben die Gemeinden Burgberg im Allgäu mit 15,99 km2, Fischen im Allgäu mit 13,6 km2 und Lauben mit 8,41 km2. Das Gemeindefreie Gebiet Kempter Wald hat eine Größe von 12,03 km2.
Den größten Anteil an der Bevölkerung des Landkreises von 159.576 Einwohnern haben die Kreisstadt Sonthofen mit 22.035 Einwohnern, die Stadt Immenstadt im Allgäu mit 14.622 Einwohnern, gefolgt von den Märkten Oberstdorf mit 9773 Einwohnern und Altusried mit 10.430 Einwohnern. Eine Gemeinde hat über 8.000 Einwohner, zwei über 7.000, eine über 6.000, zwei über 5.000, jeweils fünf über 4.000 und 3.000, vier über 2.000, zwei über und zwei unter 1.000. Die drei von der Einwohnerzahl her kleinsten Gemeinden sind Bolsterlang mit 1131 Einwohnern,  Obermaiselstein mit 1034 und Balderschwang mit 383 Einwohnern.
Der gesamte Landkreis Oberallgäu hat eine Bevölkerungsdichte von 104 Einwohnern pro km2. Die größte Bevölkerungsdichte innerhalb des Kreises haben die Kreisstadt Sonthofen mit 473 Einwohnern pro km2, gefolgt von den Gemeinden Lauben mit 410, Durach mit 355 und Fischen im Allgäu mit 247. Elf Gemeinden haben eine Bevölkerungsdichte von über 100, darunter die Stadt Immenstadt im Allgäu. Die restlichen dreizehn Gemeinden haben eine geringere Bevölkerungsdichte als der Landkreisdurchschnitt von 104. Die am dünnsten besiedelten Gemeinden sind Obermaiselstein mit 41, Bad Hindelang mit 34 und Balderschwang mit 9 Einwohnern pro km2.

## Legende
- Gemeinde: Name der Gemeinde beziehungsweise Stadt und Angabe, zu welchem Landkreis der namensgebende Ort der Gemeinde vor der Gebietsreform gehörte
- Teilorte: Aufgezählt werden die ehemals selbständigen Gemeinden der Verwaltungseinheit. Dazu ist das Jahr der Eingemeindung angegeben. Bei den Teilorten, die vor der Gebietsreform zu einem anderen Landkreis gehörten als der Hauptort der heutigen Gemeinde, ist auch dieses vermerkt[1]
- VG: Zeigt die Zugehörigkeit zu einer der Verwaltungsgemeinschaften
- Wappen: Wappen der Gemeinde beziehungsweise Stadt
- Karte: Zeigt die Lage der Gemeinde beziehungsweise Stadt im Landkreis
- Fläche: Fläche der Stadt beziehungsweise Gemeinde, angegeben in Quadratkilometer
- Einwohner: Zahl der Menschen die in der Gemeinde beziehungsweise Stadt leben (Stand: 31. Dezember 2023[2])
- EW-Dichte: Angegeben ist die Einwohnerdichte, gerechnet auf die Fläche der Verwaltungseinheit, angegeben in Einwohner pro km2 (Stand: 31. Dezember 2023[3])
- Höhe: Höhe der namensgebenden Ortschaft beziehungsweise Stadt in Meter über Normalnull[4]
- Bild: Bild aus der jeweiligen Gemeinde beziehungsweise Stadt

## Gemeinden
| Gemeinde                                                                           | Teilorte | VG              | Wappen                                 | Karte                                                                | Fläche   | Einwohner | EW- Dichte | Höhe  | Bild |
| ---------------------------------------------------------------------------------- | --- | --------------- | -------------------------------------- | -------------------------------------------------------------------- | -------- | --------- | ---------- | ----- | --- |
| Landkreis Oberallgäu                                                               | |                 | Wappen des Landkreises Oberallgäu      | Lage des Landkreises Oberallgäu in Bayern                            | 1.527,97 | 159.576   | 104        |       | Der Grünten bei Sonthofen – „Wächter des Allgäus“ · Grenzstein 147 am „Haldenwanger Eck“, dem südlichsten Punkt Deutschlands und gleichzeitig das Dreiländereck Bayern – Tirol – Vorarlberg |
| Markt Altusried (gehörte vor der Gebietsreform zum Landkreis Kempten)              | Altusried Frauenzell (1972) Kimratshofen (1972) Krugzell (1972) Muthmannshofen (1972)                                        |                 | Wappen des Marktes Altusried           | Lage des Marktes Altusried im Landkreis Oberallgäu                   | 91,68    | 10.430    | 114        | 722   | Blick auf Altusried · Freilichtbühne Altusried |
| Markt Bad Hindelang (gehörte vor der Gebietsreform zum Landkreis Sonthofen)        | Bad Hindelang Unterjoch |                 | Wappen des Marktes Bad Hindelang       | Lage des Marktes Bad Hindelang im Landkreis Oberallgäu               | 159,41   | 5427      | 34         | 820   | Blick auf Bad Hindelang |
| Balderschwang (gehörte vor der Gebietsreform zum Landkreis Sonthofen)              | Balderschwang | VG Hörnergruppe | Wappen der Gemeinde Balderschwang      | Lage der Gemeinde Balderschwang im Landkreis Oberallgäu              | 41,56    | 383       | 9          | 1.044 | Alte Eibe von Balderschwang |
| Betzigau (gehörte vor der Gebietsreform zum Landkreis Kempten)                     | Betzigau |                 | Wappen der Gemeinde Betzigau           | Lage der Gemeinde Betzigau im Landkreis Oberallgäu                   | 29,27    | 3007      | 103        | 728   | Ruine Schöneberg Betzigau |
| Blaichach (gehörte vor der Gebietsreform zum Landkreis Sonthofen)                  | Blaichach Gunzesried |                 | Wappen der Gemeinde Blaichach          | Lage der Gemeinde Blaichach im Landkreis Oberallgäu                  | 50,19    | 5794      | 115        | 733   | in der Kirche von Blaichach |
| Bolsterlang (gehörte vor der Gebietsreform zum Landkreis Sonthofen)                | Bolsterlang | VG Hörnergruppe | Wappen der Gemeinde Bolsterlang        | Lage der Gemeinde Bolsterlang im Landkreis Oberallgäu                | 20,33    | 1131      | 56         | 892   | Hörnerbahn Bolsterlang |
| Markt Buchenberg (gehörte vor der Gebietsreform zum Landkreis Kempten)             | Buchenberg Kreuzthal (1971)                                                                                                  |                 | Wappen des Marktes Buchenberg          | Lage des Marktes Buchenberg im Landkreis Oberallgäu                  | 58,11    | 4207      | 72         | 895   | Burgus |
| Burgberg im Allgäu (gehörte vor der Gebietsreform zum Landkreis Sonthofen)         | Burgberg im Allgäu |                 | Wappen der Gemeinde Burgberg im Allgäu | Lage der Gemeinde Burgberg im Allgäu im Landkreis Oberallgäu         | 15,99    | 3219      | 201        | 752   | Blick auf Burgberg |
| Markt Dietmannsried (gehörte vor der Gebietsreform zum Landkreis Kempten)          | Dietmannsried Probstried Reicholzried Schrattenbach Überbach                                                                 |                 | Wappen des Marktes Dietmannsried       | Lage des Marktes Dietmannsried im Landkreis Oberallgäu               | 53,67    | 8535      | 159        | 682   | Ortsteil Reicholzried |
| Durach (gehörte vor der Gebietsreform zum Landkreis Kempten)                       | Durach |                 | Wappen der Gemeinde Durach             | Lage der Gemeinde Durach im Landkreis Oberallgäu                     | 20,74    | 7356      | 355        | 714   | Durach - Burg Neuenburg |
| Fischen im Allgäu (gehörte vor der Gebietsreform zum Landkreis Sonthofen)          | Fischen im Allgäu | VG Hörnergruppe | Wappen der Gemeinde Fischen im Allgäu  | Lage der Gemeinde Fischen im Allgäu im Landkreis Oberallgäu          | 13,6     | 3362      | 247        | 761   | Blick auf Fischen, im Hintergrund die Hörnergruppe |
| Haldenwang (gehörte vor der Gebietsreform zum Landkreis Kempten)                   | Haldenwang |                 | Wappen der Gemeinde Haldenwang         | Lage der Gemeinde Haldenwang im Landkreis Oberallgäu                 | 26,69    | 3876      | 145        | 757   | Blick auf Haldenwang |
| Stadt Immenstadt im Allgäu (gehörte vor der Gebietsreform zum Landkreis Sonthofen) | Immenstadt im Allgäu Akams (1972) Bühl a.Alpsee (1972) Diepolz (1972) Eckarts (1972) Rauhenzell (1972) Stein i.Allgäu (1972) |                 | Wappen der Stadt Immenstadt im Allgäu  | Lage der Stadt Immenstadt im Allgäu im Landkreis Oberallgäu          | 81,41    | 14.622    | 180        | 728   | in der Altstadt von Immenstadt |
| Lauben (gehörte vor der Gebietsreform zum Landkreis Kempten)                       | Lauben |                 | Wappen der Gemeinde Lauben             | Lage der Gemeinde Lauben im Landkreis Oberallgäu                     | 8,41     | 3450      | 410        | 660   | in Lauben |
| Missen-Wilhams (gehörte vor der Gebietsreform zum Landkreis Sonthofen)             | Missen Wilhams | VG Weitnau      | Wappen der Gemeinde Missen-Wilhams     | Lage der Gemeinde Missen-Wilhams im Landkreis Oberallgäu             | 34,96    | 1540      | 44         | 860   | Missen von Westen |
| Obermaiselstein (gehörte vor der Gebietsreform zum Landkreis Sonthofen)            | Obermaiselstein | VG Hörnergruppe | Wappen der Gemeinde Obermaiselstein    | Lage der Gemeinde Obermaiselstein im Landkreis Oberallgäu            | 25,02    | 1034      | 41         | 859   | Sturmannshöhle bei Obermaiselstein |
| Markt Oberstaufen (gehörte vor der Gebietsreform zum Landkreis Sonthofen)          | Oberstaufen Aach i.Allgäu (1972) Thalkirchdorf (1972)                                                                        |                 | Wappen des Marktes Oberstaufen         | Lage des Marktes Oberstaufen im Landkreis Oberallgäu                 | 125,84   | 7852      | 62         | 791   | ehemalige Burg Staufen in Oberstaufen |
| Markt Oberstdorf (gehörte vor der Gebietsreform zum Landkreis Sonthofen)           | Oberstdorf Schöllang (1972) Tiefenbach b.Oberstdorf (1972)                                                                   |                 | Wappen des Marktes Oberstdorf          | Lage des Marktes Oberstdorf im Landkreis Oberallgäu                  | 229,74   | 9773      | 43         | 813   | Skisprungschanze Oberstdorf · Frühlingsenzian am Hohen Ifen |
| Ofterschwang (gehörte vor der Gebietsreform zum Landkreis Sonthofen)               | Ofterschwang | VG Hörnergruppe | Wappen der Gemeinde Ofterschwang       | Lage der Gemeinde Ofterschwang im Landkreis Oberallgäu               | 19,54    | 2092      | 107        | 864   | Blick auf Ofterschwang am Abend |
| Oy-Mittelberg (gehörte vor der Gebietsreform zum Landkreis Kempten)                | Mittelberg Petersthal (1976)                                                                                                 |                 | Wappen der Gemeinde Oy-Mittelberg      | Lage der Gemeinde Oy-Mittelberg im Landkreis Oberallgäu              | 60,24    | 4620      | 77         | 929   | Blick auf den Grüntensee |
| Rettenberg (gehörte vor der Gebietsreform zum Landkreis Sonthofen)                 | Rettenberg Untermaiselstein (1978) Vorderburg (1978)                                                                         |                 | Wappen der Gemeinde Rettenberg         | Lage der Gemeinde Rettenberg im Landkreis Oberallgäu                 | 60,08    | 4640      | 77         | 805   | Blick vom Grünten auf Rettenberg |
| Kreisstadt Sonthofen (gehörte vor der Gebietsreform zum Landkreis Sonthofen)       | Sonthofen Altstädten (1976)                                                                                                  |                 | Wappen der Stadt Sonthofen             | Lage der Stadt Sonthofen im Landkreis Oberallgäu                     | 46,62    | 22.035    | 473        | 743   | Hexenmaske zum Egga-Spiel in Sonthofen |
| Markt Sulzberg (gehörte vor der Gebietsreform zum Landkreis Kempten)               | Sulzberg Moosbach (1978) Ottacker (1972; gehörte vor der Gebietsreform zum Landkreis Sonthofen)                              |                 | Wappen des Marktes Sulzberg            | Lage des Marktes Sulzberg im Landkreis Oberallgäu                    | 41,0     | 5169      | 126        | 712   | Sulzberg |
| Waltenhofen (gehörte vor der Gebietsreform zum Landkreis Kempten)                  | Waltenhofen Martinszell i.Allgäu Memhölz Niedersonthofen (gehörte vor der Gebietsreform zum Landkreis Sonthofen)             |                 | Wappen der Gemeinde Waltenhofen        | Lage der Gemeinde Waltenhofen im Landkreis Oberallgäu                | 59,82    | 9975      | 167        | 721   | Burgruine Langenegg |
| Markt Weitnau (gehörte vor der Gebietsreform zum Landkreis Kempten)                | Weitnau Rechtis-Hellengerst (1963) Wengen (1972)                                                                             | VG Weitnau      | Wappen des Marktes Weitnau             | Lage des Marktes Weitnau im Landkreis Oberallgäu                     | 65,22    | 5514      | 85         | 797   | Ortsteil Rechtis |
| Markt Wertach (gehörte vor der Gebietsreform zum Landkreis Sonthofen)              | Wertach |                 | Wappen des Marktes Wertach             | Lage des Marktes Wertach im Landkreis Oberallgäu                     | 45,63    | 2807      | 62         | 915   | Wertach und Wertacher Hörnle |
| Markt Wiggensbach (gehörte vor der Gebietsreform zum Landkreis Kempten)            | Wiggensbach |                 | Wappen des Marktes Wiggensbach         | Lage des Marktes Wiggensbach im Landkreis Oberallgäu                 | 31,83    | 5135      | 161        | 857   | Blick auf Wiggensbach vom Blender |
| Wildpoldsried (gehörte vor der Gebietsreform zum Landkreis Kempten)                | Wildpoldsried |                 | Wappen der Gemeinde Wildpoldsried      | Lage der Gemeinde Wildpoldsried im Landkreis Oberallgäu              | 21,35    | 2591      | 121        | 724   | Ortsteil Wagegg |
| Gemeindefreies Gebiet                                                              | Kempter Wald |                 |                                        | Lage des Gemeindefreien Gebiets Kempter Wald im Landkreis Oberallgäu | 12,03    |           |            |       | Der Dengelstein im Kempter Wald – der größte Findling im Iller-Vorlandgletschergebiet |